# Domenico Matteucci
Domenico Matteucci   (Ravenna, 1 de març de 1895 - 19 de juliol de 1976) va ser un tirador italià que va competir durant la dècada de 1930.
El 1932 va prendre part en els Jocs Olímpics de Los Angeles, on guanyà la medalla de bronze en la prova de pistola lliure, 25 metres del programa de tir.